# Hœrdt
Hoerdt es una localidad y comuna francesa situada en el departamento de Bajo Rin, en la región de Alsacia. Tiene una población de 4.123 habitantes (según censo de 1999) y una densidad de 249 h/km².

## Historia
Citada por primera vez en un documento oficial de 1192 según la reseña de su ayuntamiento, Hoerdt era feudo imperial del Landgraf de Baja Alsacia con el nombre de "Herde", que en idioma alemán significa suelo seco sin cultivar.
La localidad es conocida en la región por la producción de espárragos y albergar las instalaciones del hipódromo Strasbourg-Hoerd.